# Katrin Mattscherodtová
Katrin Mattscherodtová (* 26. října 1981 Berlín, NDR) je bývalá německá rychlobruslařka.
Na mezinárodním poli debutovala v roce 2003 ve světovém poháru, roku 2006 se poprvé zúčastnila mistrovství Evropy, kde skončila sedmnáctá. O rok později se na ME umístila na čtrnácté příčce, závodila i na světovém šampionátu na jednotlivých tratích na distancích 3 a 5 km, kde skončila sedmnáctá, respektive patnáctá. Několika umístění na rozhraní první a druhé desítky dosáhla v roce 2008 na mistrovství Evropy (9. místo), vícebojařském mistrovství světa (10. místo) a na mistrovství světa na jednotlivých tratích (3 km – 11. místo, 5 km – 10. místo). Zúčastnila se zimní olympiády 2010, kde na trati 3000 m skončila třináctá, s německým týmem ale získala ve stíhacím závodě družstev zlatou medaili. Na MS na jednotlivých tratích 2011 se na distanci 5 km umístila na 14. místě. Po sezóně 2011/2012 ukončila sportovní kariéru.